# Tour des Asturies 2019
Le Tour des Asturies 2019 est la 62e édition de cette course cycliste sur route masculine. Il a eu lieu du 3 mai au 5 mai 2019. Il fait partie du calendrier UCI Europe Tour 2019 en catégorie 2.1. Il s'agit de la 11e manche de la Coupe d'Espagne de cyclisme sur route 2019.

## Présentation

### Équipes
| WorldTeam- Movistar Team Équipes continentales professionnelles (7)- Caja Rural-Seguros RGA - Euskadi Basque Country-Murias - Burgos-BH - Israel Cycling Academy - Gazprom-RusVelo - Manzana Postobón - W52-FC Porto Équipes continentales (8)- Kometa - Fundación Euskadi - Ludofoods Louletano Aviludo - RP-Boavista - Coldeportes Zenú - Guerciotti-Kiwi Atlántico - Lokosphinx - Matrix Powertag |
| |

## Étapes
| Étape     | Date  | Villes étapes                   | type                      | Distance (km) | Vainqueur d'étape      | Leader du classement général |
| --------- | ----- | ------------------------------- | ------------------------- | ------------- | ---------------------- | ---------------------------- |
| 1re étape | 3 mai | Oviedo – La Pola                | étape de moyenne montagne | 179,2         | Carlos Julián Quintero | Carlos Julián Quintero       |
| 2e étape  | 4 mai | Soto Ribera – Cangas del Narcea | étape de montagne         | 171,1         | Richard Carapaz        | Richard Carapaz              |
| 3e étape  | 5 mai | Cangas del Narcea – Oviedo      | étape de moyenne montagne | 119           | Edgar Pinto            | Richard Carapaz              |

## Déroulement de la course

### 1reétape
| \| Classement de l'étape \| Classement de l'étape \| Classement de l'étape \| Classement de l'étape \| Classement de l'étape \| \| Coureur \| Coureur \| Pays \| Équipe \| Temps \| \| --------------------- \| ------------------------ \| --------------------- \| -------------------------------- \| --------------------- \| \| 1er \| Carlos Julián Quintero \| Colombie \| Manzana Postobón \| 4 min 17 s \| \| 2e \| Orluis Aular \| Venezuela \| Matrix Powertag \| + 0 s \| \| 3e \| Richard Carapaz \| Équateur \| Movistar Team \| + 0 s \| \| 4e \| José Joaquín Rojas \| Espagne \| Movistar Team \| + 0 s \| \| 5e \| Krists Neilands \| Lettonie \| Israel Cycling Academy \| + 0 s \| \| 6e \| Jhonatan Cañaveral \| Colombie \| Coldeportes Bicicletas Strongman \| + 0 s \| \| 7e \| Vicente García de Mateos \| Espagne \| Aviludo-Louletano \| + 0 s \| \| 8e \| Edgar Pinto \| Portugal \| W52-FC Porto \| + 0 s \| \| 9e \| Aleksandr Vlasov \| Russie \| Gazprom-RusVelo \| + 0 s \| \| 10e \| Jonathan Lastra \| Espagne \| Caja Rural-Seguros RGA \| + 0 s \| |                          |           |                                  |            |
| |                          |           |                                  |            |
| Source : ProCyclingStats |                          |           |                                  |            |
| Classement de l'étape |                          |           |                                  |            |
| Coureur | Coureur                  | Pays      | Équipe                           | Temps      |
| 1er | Carlos Julián Quintero   | Colombie  | Manzana Postobón                 | 4 min 17 s |
| 2e | Orluis Aular             | Venezuela | Matrix Powertag                  | + 0 s      |
| 3e | Richard Carapaz          | Équateur  | Movistar Team                    | + 0 s      |
| 4e | José Joaquín Rojas       | Espagne   | Movistar Team                    | + 0 s      |
| 5e | Krists Neilands          | Lettonie  | Israel Cycling Academy           | + 0 s      |
| 6e | Jhonatan Cañaveral       | Colombie  | Coldeportes Bicicletas Strongman | + 0 s      |
| 7e | Vicente García de Mateos | Espagne   | Aviludo-Louletano                | + 0 s      |
| 8e | Edgar Pinto              | Portugal  | W52-FC Porto                     | + 0 s      |
| 9e | Aleksandr Vlasov         | Russie    | Gazprom-RusVelo                  | + 0 s      |
| 10e | Jonathan Lastra          | Espagne   | Caja Rural-Seguros RGA           | + 0 s      |

| \| Classement général \| Classement général \| Classement général \| Classement général \| Classement général \| \| Coureur \| Coureur \| Pays \| Équipe \| Temps \| \| ------------------ \| ------------------------ \| ------------------ \| -------------------------------- \| ------------------ \| \| 1er \| Carlos Julián Quintero \| Colombie \| Manzana Postobón \| 4 h 16 min 41 s \| \| 2e \| Orluis Aular \| Venezuela \| Matrix Powertag \| + 4 s \| \| 3e \| Richard Carapaz \| Équateur \| Movistar Team \| + 6 s \| \| 4e \| José Joaquín Rojas \| Espagne \| Movistar Team \| + 8 s \| \| 5e \| Mario González Salas \| Espagne \| Euskadi Basque Country-Murias \| + 9 s \| \| 6e \| Krists Neilands \| Lettonie \| Israel Cycling Academy \| + 10 s \| \| 7e \| Jhonatan Cañaveral \| Colombie \| Coldeportes Bicicletas Strongman \| + 10 s \| \| 8e \| Vicente García de Mateos \| Espagne \| Aviludo-Louletano \| + 10 s \| \| 9e \| Edgar Pinto \| Portugal \| W52-FC Porto \| + 10 s \| \| 10e \| Aleksandr Vlasov \| Russie \| Gazprom-RusVelo \| + 10 s \| |                          |           |                                  |                 |
| |                          |           |                                  |                 |
| Source : ProCyclingStats |                          |           |                                  |                 |
| Classement général |                          |           |                                  |                 |
| Coureur | Coureur                  | Pays      | Équipe                           | Temps           |
| 1er | Carlos Julián Quintero   | Colombie  | Manzana Postobón                 | 4 h 16 min 41 s |
| 2e | Orluis Aular             | Venezuela | Matrix Powertag                  | + 4 s           |
| 3e | Richard Carapaz          | Équateur  | Movistar Team                    | + 6 s           |
| 4e | José Joaquín Rojas       | Espagne   | Movistar Team                    | + 8 s           |
| 5e | Mario González Salas     | Espagne   | Euskadi Basque Country-Murias    | + 9 s           |
| 6e | Krists Neilands          | Lettonie  | Israel Cycling Academy           | + 10 s          |
| 7e | Jhonatan Cañaveral       | Colombie  | Coldeportes Bicicletas Strongman | + 10 s          |
| 8e | Vicente García de Mateos | Espagne   | Aviludo-Louletano                | + 10 s          |
| 9e | Edgar Pinto              | Portugal  | W52-FC Porto                     | + 10 s          |
| 10e | Aleksandr Vlasov         | Russie    | Gazprom-RusVelo                  | + 10 s          |

### 2eétape
| \| Classement de l'étape \| Classement de l'étape \| Classement de l'étape \| Classement de l'étape \| Classement de l'étape \| \| Coureur \| Coureur \| Pays \| Équipe \| Temps \| \| --------------------- \| ------------------------ \| --------------------- \| ----------------------------- \| --------------------- \| \| 1er \| Richard Carapaz \| Équateur \| Movistar Team \| 4 h 26 min 44 s \| \| 2e \| Mikel Landa \| Espagne \| Movistar Team \| + 0 s \| \| 3e \| Krists Neilands \| Lettonie \| Israel Cycling Academy \| + 1 min 50 s \| \| 4e \| Aleksandr Vlasov \| Russie \| Gazprom-RusVelo \| + 1 min 50 s \| \| 5e \| Vicente García de Mateos \| Espagne \| Aviludo-Louletano \| + 2 min 34 s \| \| 6e \| Artem Nych \| Russie \| Gazprom-RusVelo \| + 2 min 34 s \| \| 7e \| David Rodrigues \| Portugal \| Rádio Popular-Boavista \| + 2 min 35 s \| \| 8e \| Edgar Pinto \| Portugal \| W52-FC Porto \| + 2 min 43 s \| \| 9e \| Mikel Bizkarra \| Espagne \| Euskadi Basque Country-Murias \| + 2 min 43 s \| \| 10e \| Jonathan Lastra \| Espagne \| Caja Rural-Seguros RGA \| + 2 min 43 s \| |                          |          |                               |                 |
| |                          |          |                               |                 |
| Source : ProCyclingStats |                          |          |                               |                 |
| Classement de l'étape |                          |          |                               |                 |
| Coureur | Coureur                  | Pays     | Équipe                        | Temps           |
| 1er | Richard Carapaz          | Équateur | Movistar Team                 | 4 h 26 min 44 s |
| 2e | Mikel Landa              | Espagne  | Movistar Team                 | + 0 s           |
| 3e | Krists Neilands          | Lettonie | Israel Cycling Academy        | + 1 min 50 s    |
| 4e | Aleksandr Vlasov         | Russie   | Gazprom-RusVelo               | + 1 min 50 s    |
| 5e | Vicente García de Mateos | Espagne  | Aviludo-Louletano             | + 2 min 34 s    |
| 6e | Artem Nych               | Russie   | Gazprom-RusVelo               | + 2 min 34 s    |
| 7e | David Rodrigues          | Portugal | Rádio Popular-Boavista        | + 2 min 35 s    |
| 8e | Edgar Pinto              | Portugal | W52-FC Porto                  | + 2 min 43 s    |
| 9e | Mikel Bizkarra           | Espagne  | Euskadi Basque Country-Murias | + 2 min 43 s    |
| 10e | Jonathan Lastra          | Espagne  | Caja Rural-Seguros RGA        | + 2 min 43 s    |

| \| Classement général \| Classement général \| Classement général \| Classement général \| Classement général \| \| Coureur \| Coureur \| Pays \| Équipe \| Temps \| \| ------------------ \| ------------------------ \| ------------------ \| ----------------------------- \| ------------------ \| \| 1er \| Richard Carapaz \| Équateur \| Movistar Team \| 8 h 43 min 21 s \| \| 2e \| Mikel Landa \| Espagne \| Movistar Team \| + 8 s \| \| 3e \| Krists Neilands \| Lettonie \| Israel Cycling Academy \| + 2 min 00 s \| \| 4e \| Aleksandr Vlasov \| Russie \| Gazprom-RusVelo \| + 2 min 04 s \| \| 5e \| Vicente García de Mateos \| Espagne \| Aviludo-Louletano \| + 2 min 48 s \| \| 6e \| Artem Nych \| Russie \| Gazprom-RusVelo \| + 2 min 48 s \| \| 7e \| David Rodrigues \| Portugal \| Rádio Popular-Boavista \| + 2 min 49 s \| \| 8e \| Edgar Pinto \| Portugal \| W52-FC Porto \| + 2 min 57 s \| \| 9e \| Jonathan Lastra \| Espagne \| Caja Rural-Seguros RGA \| + 2 min 57 s \| \| 10e \| Mikel Bizkarra \| Espagne \| Euskadi Basque Country-Murias \| + 2 min 57 s \| |                          |          |                               |                 |
| |                          |          |                               |                 |
| Source : ProCyclingStats |                          |          |                               |                 |
| Classement général |                          |          |                               |                 |
| Coureur | Coureur                  | Pays     | Équipe                        | Temps           |
| 1er | Richard Carapaz          | Équateur | Movistar Team                 | 8 h 43 min 21 s |
| 2e | Mikel Landa              | Espagne  | Movistar Team                 | + 8 s           |
| 3e | Krists Neilands          | Lettonie | Israel Cycling Academy        | + 2 min 00 s    |
| 4e | Aleksandr Vlasov         | Russie   | Gazprom-RusVelo               | + 2 min 04 s    |
| 5e | Vicente García de Mateos | Espagne  | Aviludo-Louletano             | + 2 min 48 s    |
| 6e | Artem Nych               | Russie   | Gazprom-RusVelo               | + 2 min 48 s    |
| 7e | David Rodrigues          | Portugal | Rádio Popular-Boavista        | + 2 min 49 s    |
| 8e | Edgar Pinto              | Portugal | W52-FC Porto                  | + 2 min 57 s    |
| 9e | Jonathan Lastra          | Espagne  | Caja Rural-Seguros RGA        | + 2 min 57 s    |
| 10e | Mikel Bizkarra           | Espagne  | Euskadi Basque Country-Murias | + 2 min 57 s    |

### 3eétape
| \| Classement de l'étape \| Classement de l'étape \| Classement de l'étape \| Classement de l'étape \| Classement de l'étape \| \| Coureur \| Coureur \| Pays \| Équipe \| Temps \| \| --------------------- \| ---------------------- \| --------------------- \| -------------------------------- \| --------------------- \| \| 1er \| Edgar Pinto \| Portugal \| W52-FC Porto \| 2 h 50 min 51 s \| \| 2e \| Carlos Julián Quintero \| Colombie \| Manzana Postobón \| + 4 s \| \| 3e \| Jonathan Lastra \| Espagne \| Caja Rural-Seguros RGA \| + 4 s \| \| 4e \| José Joaquín Rojas \| Espagne \| Movistar Team \| + 4 s \| \| 5e \| Stefano Oldani \| Italie \| Kometa \| + 4 s \| \| 6e \| Krists Neilands \| Lettonie \| Israel Cycling Academy \| + 4 s \| \| 7e \| David Rodrigues \| Portugal \| Rádio Popular-Boavista \| + 4 s \| \| 8e \| Aleksandr Vlasov \| Russie \| Gazprom-RusVelo \| + 4 s \| \| 9e \| Jhojan García \| Colombie \| Manzana Postobón \| + 4 s \| \| 10e \| Jhonatan Cañaveral \| Colombie \| Coldeportes Bicicletas Strongman \| + 4 s \| |                        |          |                                  |                 |
| |                        |          |                                  |                 |
| Source : ProCyclingStats |                        |          |                                  |                 |
| Classement de l'étape |                        |          |                                  |                 |
| Coureur | Coureur                | Pays     | Équipe                           | Temps           |
| 1er | Edgar Pinto            | Portugal | W52-FC Porto                     | 2 h 50 min 51 s |
| 2e | Carlos Julián Quintero | Colombie | Manzana Postobón                 | + 4 s           |
| 3e | Jonathan Lastra        | Espagne  | Caja Rural-Seguros RGA           | + 4 s           |
| 4e | José Joaquín Rojas     | Espagne  | Movistar Team                    | + 4 s           |
| 5e | Stefano Oldani         | Italie   | Kometa                           | + 4 s           |
| 6e | Krists Neilands        | Lettonie | Israel Cycling Academy           | + 4 s           |
| 7e | David Rodrigues        | Portugal | Rádio Popular-Boavista           | + 4 s           |
| 8e | Aleksandr Vlasov       | Russie   | Gazprom-RusVelo                  | + 4 s           |
| 9e | Jhojan García          | Colombie | Manzana Postobón                 | + 4 s           |
| 10e | Jhonatan Cañaveral     | Colombie | Coldeportes Bicicletas Strongman | + 4 s           |

## Classements finals

### Classement général final
| \| Classement général \| Classement général \| Classement général \| Classement général \| Classement général \| \| Coureur \| Coureur \| Pays \| Équipe \| Temps \| \| ------------------ \| ------------------------ \| ------------------ \| ----------------------------- \| ------------------ \| \| 1er \| Richard Carapaz \| Équateur \| Movistar Team \| 11 h 34 min 16 s \| \| 2e \| Krists Neilands \| Lettonie \| Israel Cycling Academy \| + 2 min 00 s \| \| 3e \| Aleksandr Vlasov \| Russie \| Gazprom-RusVelo \| + 2 min 04 s \| \| 4e \| Edgar Pinto \| Portugal \| W52-FC Porto \| + 2 min 43 s \| \| 5e \| Vicente García de Mateos \| Espagne \| Aviludo-Louletano \| + 2 min 48 s \| \| 6e \| David Rodrigues \| Portugal \| Rádio Popular-Boavista \| + 2 min 49 s \| \| 7e \| Jonathan Lastra \| Espagne \| Caja Rural-Seguros RGA \| + 2 min 53 s \| \| 8e \| Mikel Bizkarra \| Espagne \| Euskadi Basque Country-Murias \| + 2 min 57 s \| \| 9e \| Artem Nych \| Russie \| Gazprom-RusVelo \| + 3 min 26 s \| \| 10e \| Jhojan García \| Colombie \| Manzana Postobón \| + 3 min 51 s \| |                          |          |                               |                  |
| |                          |          |                               |                  |
| Source : ProCyclingStats |                          |          |                               |                  |
| Classement général |                          |          |                               |                  |
| Coureur | Coureur                  | Pays     | Équipe                        | Temps            |
| 1er | Richard Carapaz          | Équateur | Movistar Team                 | 11 h 34 min 16 s |
| 2e | Krists Neilands          | Lettonie | Israel Cycling Academy        | + 2 min 00 s     |
| 3e | Aleksandr Vlasov         | Russie   | Gazprom-RusVelo               | + 2 min 04 s     |
| 4e | Edgar Pinto              | Portugal | W52-FC Porto                  | + 2 min 43 s     |
| 5e | Vicente García de Mateos | Espagne  | Aviludo-Louletano             | + 2 min 48 s     |
| 6e | David Rodrigues          | Portugal | Rádio Popular-Boavista        | + 2 min 49 s     |
| 7e | Jonathan Lastra          | Espagne  | Caja Rural-Seguros RGA        | + 2 min 53 s     |
| 8e | Mikel Bizkarra           | Espagne  | Euskadi Basque Country-Murias | + 2 min 57 s     |
| 9e | Artem Nych               | Russie   | Gazprom-RusVelo               | + 3 min 26 s     |
| 10e | Jhojan García            | Colombie | Manzana Postobón              | + 3 min 51 s     |

### Classement par points
| Classement par points | Classement par points    | Classement par points | Classement par points  | Classement par points |
| Coureur               | Coureur                  | Pays                  | Équipe                 | Points                |
| --------------------- | ------------------------ | --------------------- | ---------------------- | --------------------- |
| 1er                   | Richard Carapaz          | Équateur              | Movistar Team          | 45 pts                |
| 2e                    | Carlos Julián Quintero   | Colombie              | Manzana Postobón       | 45 pts                |
| 3e                    | Edgar Pinto              | Portugal              | W52-FC Porto           | 41 pts                |
| 4e                    | Krists Neilands          | Lettonie              | Israel Cycling Academy | 38 pts                |
| 5e                    | Aleksandr Vlasov         | Russie                | Gazprom-RusVelo        | 29 pts                |
| 6e                    | Jonathan Lastra          | Espagne               | Caja Rural-Seguros RGA | 28 pts                |
| 7e                    | José Joaquín Rojas       | Espagne               | Movistar Team          | 28 pts                |
| 8e                    | Vicente García de Mateos | Espagne               | Aviludo-Louletano      | 23 pts                |
| 9e                    | Orluis Aular             | Venezuela             | Matrix Powertag        | 20 pts                |
| 10e                   | David Rodrigues          | Portugal              | Rádio Popular-Boavista | 18 pts                |

### Classement de la montagne
| Classement de la montagne | Classement de la montagne | Classement de la montagne | Classement de la montagne     | Classement de la montagne |
| Coureur                   | Coureur                   | Pays                      | Équipe                        | Points                    |
| ------------------------- | ------------------------- | ------------------------- | ----------------------------- | ------------------------- |
| 1er                       | Daniel Turek              | Tchéquie                  | Israel Cycling Academy        | 16 pts                    |
| 2e                        | Richard Carapaz           | Équateur                  | Movistar Team                 | 15 pts                    |
| 3e                        | Mikel Bizkarra            | Espagne                   | Euskadi Basque Country-Murias | 13 pts                    |
| 4e                        | Aleksandr Vlasov          | Russie                    | Gazprom-RusVelo               | 8 pts                     |
| 5e                        | Francisco Mancebo         | Espagne                   | Matrix Powertag               | 5 pts                     |
| 6e                        | Krists Neilands           | Lettonie                  | Israel Cycling Academy        | 5 pts                     |
| 7e                        | Antonio Pedrero           | Espagne                   | Movistar Team                 | 5 pts                     |
| 8e                        | Garikoitz Bravo           | Espagne                   | Euskadi Basque Country-Murias | 4 pts                     |
| 9e                        | Joel Nicolau              | Espagne                   | Caja Rural-Seguros RGA        | 3 pts                     |
| 10e                       | David Rodrigues           | Portugal                  | Rádio Popular-Boavista        | 3 pts                     |